# أناند
أناند رمزها «AN» (بالإنجليزية: Anand) ، هو تقسيم إداري لدولة الهند تتبع ولاية غوجارات (بالإنجليزية: Gujarat) ، مركزها هو مدينة أناند (بالإنجليزية: Anand) عدد سكانها حسب تعداد سنة 2001 هو 1,856,712 ، مساحتها 2,942 كم² وكثافة السكان 631 لكل كم² .